# Ócsa
Ócsa is een plaats (város) en gemeente in het Hongaarse comitaat Pest. Ócsa telt 8791 inwoners (2001).
In Ócsa staat een romaans kerkgebouw dat in de 13e eeuw is gebouwd als onderdeel van een premonstratenzer klooster. Het gebouw huisvest tegenwoordig een protestantse gemeente. Het gebouw is niet alleen vanwege zijn architectuur interessant, maar ook vanwege de muurschilderingen in de kerk met afbeelding van Ladislaus I van Hongarije. Naast de kerk is een museum.

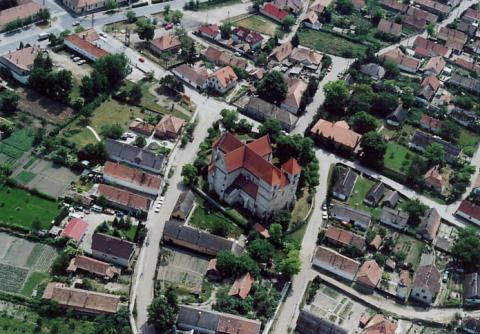
Luchtfoto (2008)
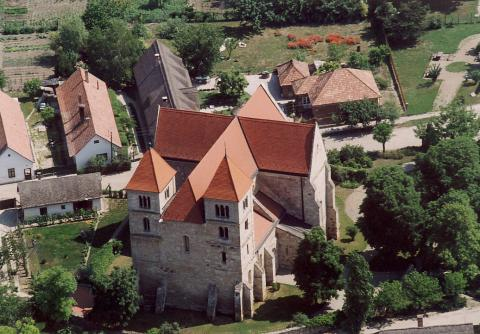
Kerk
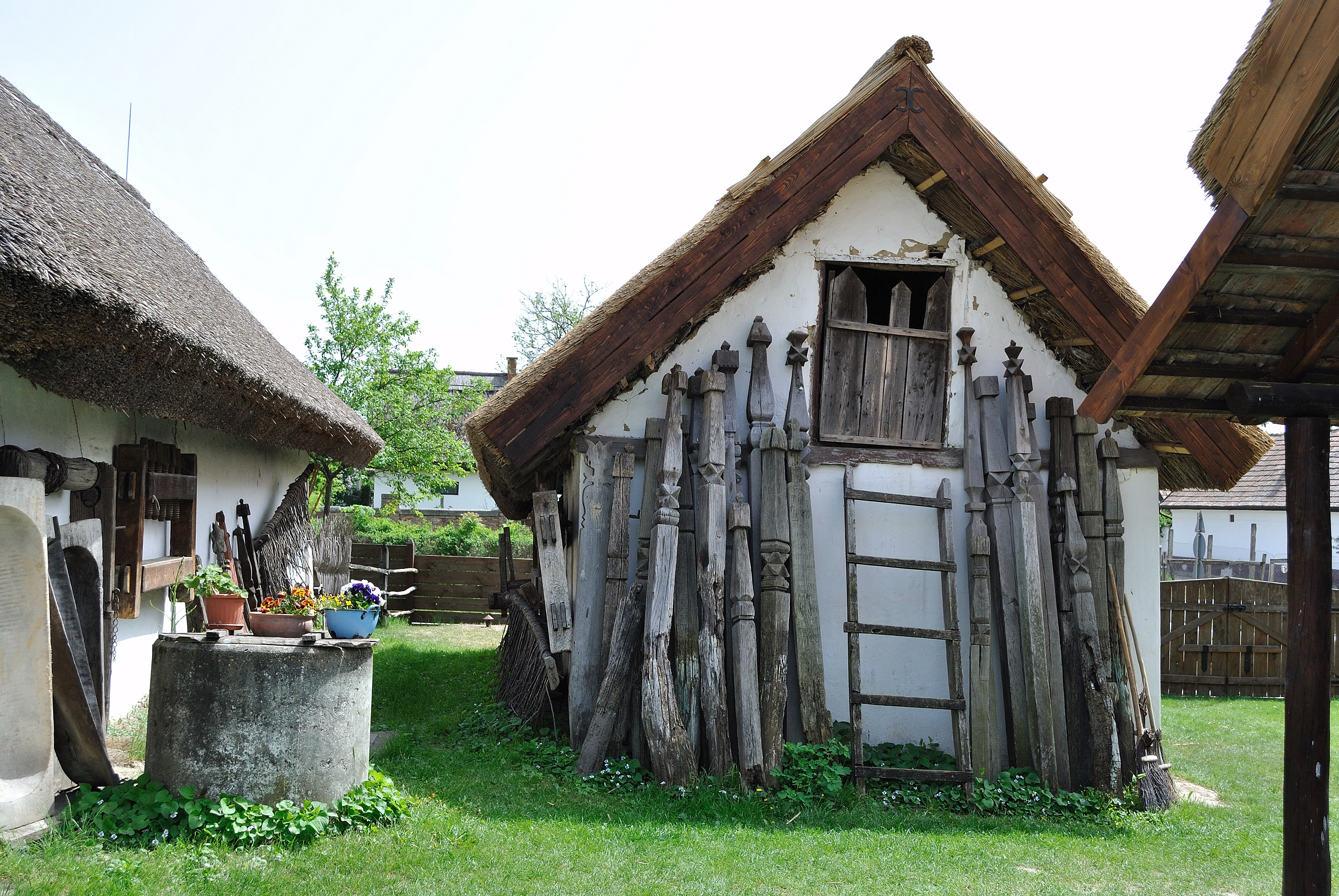
Museum